# Sedačková lanovka Železná studienka – Koliba
Sedačková lanovka Železná studienka-Koliba je osobní visutá jednolanová dráha oběžného typu s pevným uchycením dvoumístných sedaček v Bratislavském lesním parku ve 3. bratislavském okrese v katastru městské části Nové Město.
Vyrobila ji firma Transporta Chrudim, výrobní typ SL-2. Její tažná větev je pravá, pohon je umístěn v dolní stanici (stanice Železná studienka). Dopravní lano dodal podnik Železárny a drátovny Bohumín. Systém napínání je řešen závažím v horní stanici (stanice Koliba). Napínací tah dosahuje 13 548 kg, což odpovídá síle 135,48 kN. Konstrukční přepravní kapacita činí 393 osob za hodinu, aktuální přepravní kapacita pak 342 osob za hodinu. Dolní stanice se nachází v nadmořské výšce 236 metrů nad mořem, horní stanice ve výšce 420 m n. m. Šikmá délka dráhy činí 988,4 metrů, vodorovná délka 970,7 metrů, převýšení představuje 186 metrů s průměrným sklonem tratě 10°53′. Konstrukční rychlost 2,25 m/s, dopravní rychlost 1,5 m/s a maximální dopravní rychlost 2,0 m/s, revizní rychlost a rychlost při nouzovém pohonu 0,5 m/s.
Poprvé byla uvedena do provozu 11. července 1972 ve 14.30 hod., pro veřejnost pak 12. července od 10.00 hod. Provoz byl ukončen pravděpodobně 26. února 1989, 7. srpna 2004 byla zahájena příprava rekonstrukce, samotná rekonstrukce trvala od března 2005 do září 2005 a znovuotevřena byla dne 30. září 2005 v 10.30 hod.

## Galerie

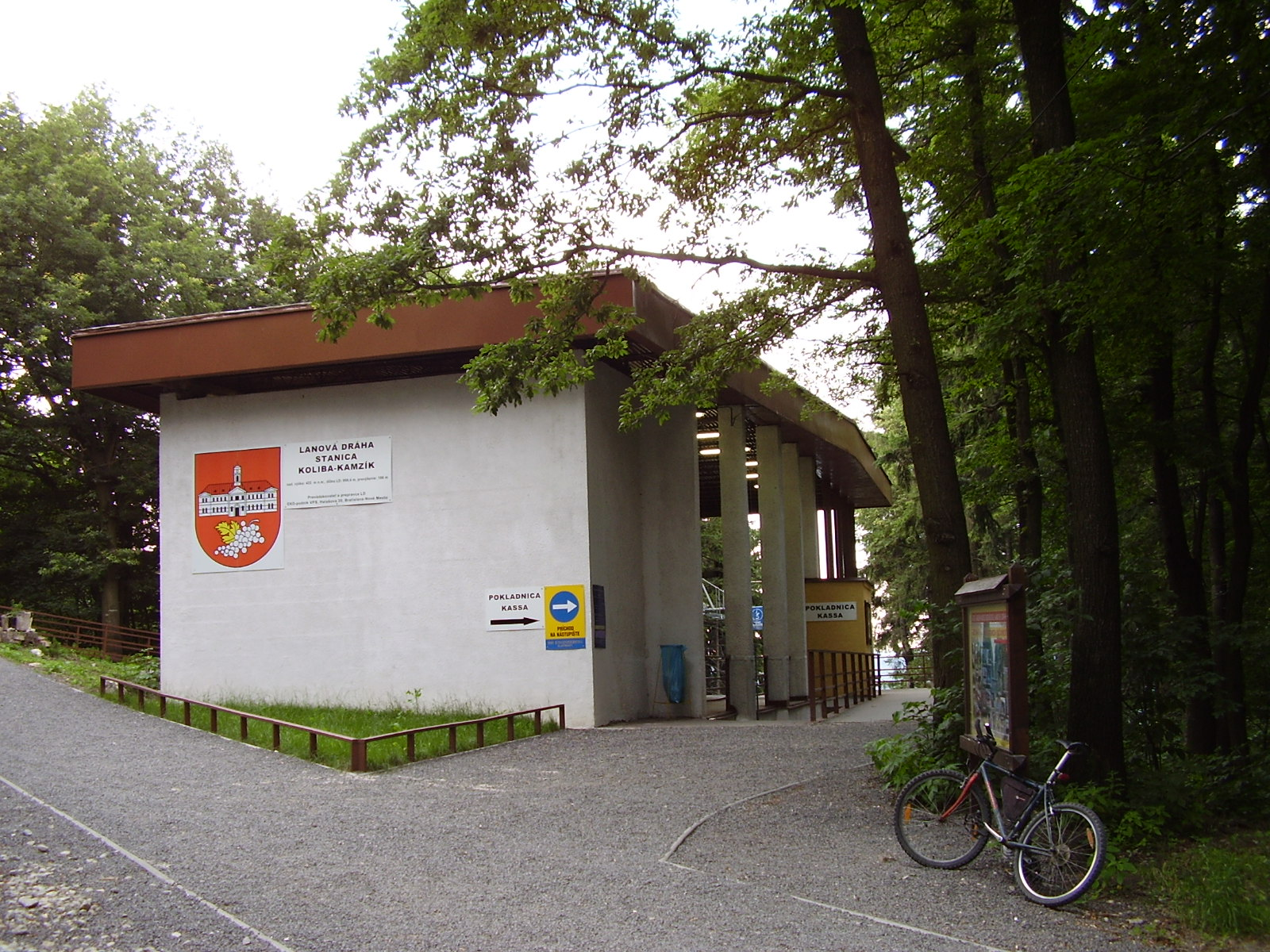
Stanice Koliba – Kamzík
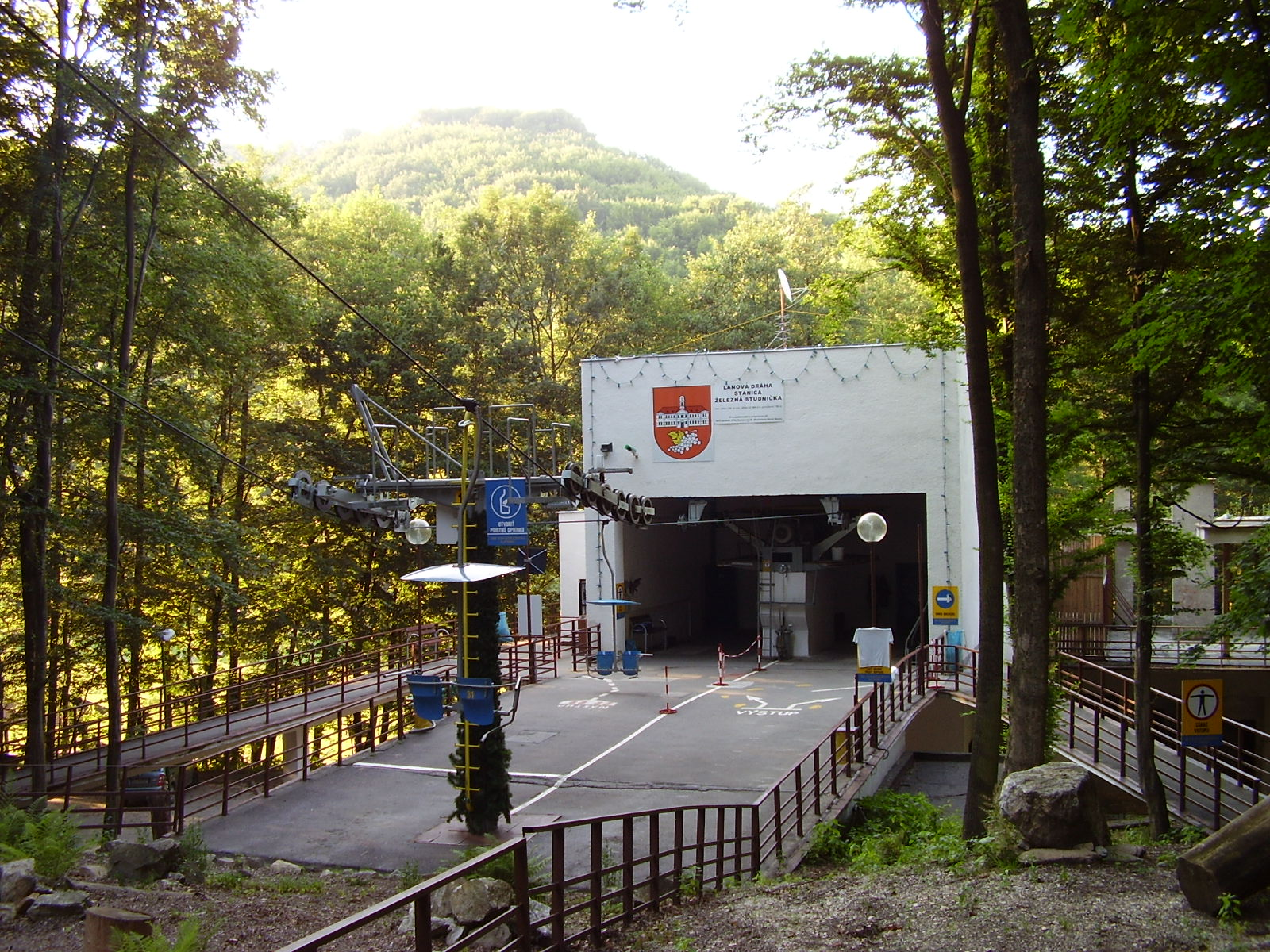
Stanice Železná studienka